# Neolophonotus irwini
Neolophonotus irwini är en tvåvingeart som beskrevs av Jason Gilbert Hayden Londt 1986. Neolophonotus irwini ingår i släktet Neolophonotus och familjen rovflugor. Inga underarter finns listade i Catalogue of Life.